# August von Fligely
August von Fligely (Janów Lubelski (Galícia), 1811. szeptember 26. - Bécs, 1879. április 12.) osztrák altábornagy, térképész, geográfus.

## Élete
August Fligely a Bécsújhelyi Katonai Akadémiában kezdte pályafutását. Az 1848–49-es forradalom és szabadságharcban őrnagyi rangban vett részt, Josip Jelačić futára volt a pákozdi csata előtt. 1854-től 1872-ig a bécsi katonai földrajzi intézet vezetője volt. 1872-ben nyugdíjazták, 1875-ig az osztrák fokmérő bizottság elnöke volt. Jelentős érdemeket szerzett Ausztria háromszögelése és feltérképezése, továbbá az európai fokmérés tárgyában. Ő alkalmazta először a fotógravűrt a térképek előállítására és sokszorosítására.
Róla nevezték el Európa legészakibb pontját, a Fligely-fokot, amely a Ferenc József-földhöz tartozó Rudolf-szigeten található, Grönlandon pedig egy fjord viseli a nevét.